# クイーン・メリー2
クイーン・メリー2（クイーン・メリー ツー、RMS Queen Mary 2、QM2)）は、イギリス船籍のオーシャン・ライナー。総トン数148,528トン、全長345mという船体は2003年の建造当時、客船としては史上最大を誇った。カジノやスポーツセンターを始めとして、プラネタリウムまで備える様子はしばしば「洋上の宮殿」と形容される。客室は全部で1,310室あり、そのうちの1,017室が海側に面している。

## 概要
クイーン・メリー2はキュナード社の現時点でのフラッグシップであり、定期的に渡洋航海を行っている。1969年から2004年までキュナード社のフラッグシップを務めたクイーン・エリザベス2の後継として建造され、それまでクイーン・エリザベス2が担っていた大西洋航路を引き継いだ。ちなみに、1936年から1967年まで同航路を航海していたのが、クイーン・メリー2が名前を受け継いだ初代クイーン・メリーである。
クイーン・メリー2の艦船接頭辞RMSは元々Royal Mail Steamer（英国郵便汽船）の略であったが、先代クイーン・メリーとは異なり、ディーゼルエンジンとガスタービンエンジンによる統合電気推進を採用した2号ではRoyal Mail Shipの略称とされる。
船名の略称としては「QM2」が用いられ、2はtwoと発音される。日本語では「クイーン・メリー2世」との表記も広まっているが、「Queen Mary The Second」でないことを考慮すれば、「クイーン・メリー2」とするのが適切である。

## 船歴

### コンセプトと建造

タイタニックやエアバスA380等との比較

「従来のいかなる船より大きな船を」、21世紀の豪華客船建造計画は、1998年にキュナード社を買収したカーニバル社のCEOミッキー・アリソンのそんな考えが発端だった。アリソンはこう述べている。「この船を造るためにキュナード社を買収したんだ。逆じゃない」。1998年6月、キュナード社は従来から進めていた総トン数8万4,000トンの2,000人乗り新型客船の設計を完了したが、できあがった案はカーニバル社のデスティニー級客船（総トン数10万トン）や、ロイヤル・カリビアン社のボイジャー・オブ・ザ・シーズ（同13万7千トン）と比較して小さく、この計画は破棄された。
6ヶ月後の1998年12月10日、キュナード社はクイーン・エリザベス2の後継建造という「クイーン・メリー計画」の詳細を公表。入札にはタイタニックなどで知られる北アイルランドのハーランド・アンド・ウルフ社、ノルウェーのアーカー・クヴァナ社、イタリアのフィンカンティエリ社、フランスのアトランティーク造船所が参加した。建造が順調に進んでいれば2002年までに就役できるはずであったが、受注業者がアトランティーク造船所に決まったのは2000年11月6日のことであった。このアトランティーク造船所はキュナード社のかつてのライバル、ジェネラル・トランスアトランティック社のノルマンディーとフランスを建造した造船所である。
建造は2002年7月4日にフランスのサン＝ナゼールで始まった。約3,000人の熟練工が延べ800万時間を作業に費やし、設計から艤装までを合わせ、約2万人が何らかの形で携わった。造船所では、あまりに巨大なクイーン・メリー2の作業を「1.6隻体制」で行った。巨大な船体、絢爛な内装、外航船として要求される堅牢性。こうした要因により鋼鉄の使用量は一般的な客船と比して40%ほど多い。
クイーン・メリー2は2003年3月21日に進水し、9月25日から29日と11月7日から11日の二度にわたり公試が行われた 。その4日後の11月15日、最終段階にあった建造は思いもよらぬ事故により水をかけられる。作業員と招待されたその家族約30人が作業用通路を歩いていた際、通路が突如崩壊し15m下に落下したためである。この事故で計22名が負傷し、子供を含め16人が死亡した。このような不幸な事故が起きたものの、建造自体は予定通り完了した。2004年1月8日にイギリス女王エリザベス2世により「クイーン・メリー2」と命名された。

### 就航後

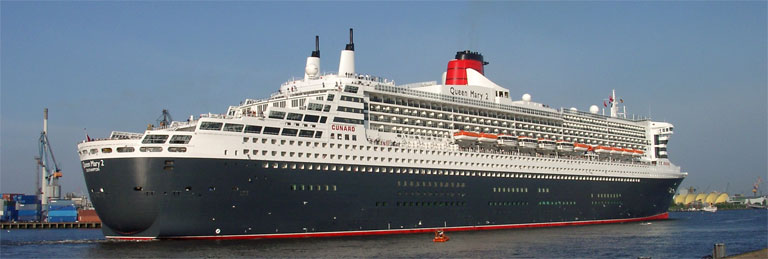
右舷後方から

2004年1月12日、テロリストに対する厳戒態勢の下、2,620名の乗客を乗せたクイーン・メリー2はイギリスのサウサンプトンを出港し、アメリカ合衆国フロリダを目的地とする処女航海を行った。
7月4日、アメリカ独立記念日に際しニューポートに寄港した。8月13日から始まったアテネオリンピック開催中にはアテネのピレアスに2週間停泊し、水上ホテルとしてイギリス首相トニー・ブレア夫妻やフランス大統領ジャック・シラク、元アメリカ大統領ジョージ・ブッシュを迎えた。
2006年1月、クイーン・メリー2は南アメリカ一周航海を開始したが、フォートローダーデール出港に際し防潮壁にスクリューが衝突し損傷した。これにより速力は低下し、目的地ブラジル・リオデジャネイロに向かうまでの寄港地の一部は通過を余儀なくされた。乗船を待ちこがれていた客の中には、座り込み抗議を行う構えを見せていた者もいたが、キュナード社が払い戻しを申し出たことにより事態は収束へ向かった。船は本来の速度を発揮できぬまま航海を続け、旅程の一部は変更となった。損傷が完全に復旧したのは、6月にヨーロッパに帰港し、乾ドックでのスクリュー解体修理が終了した11月のことだった。並行して、スター・プリンセス火災事件後に発効した新規制を遵守するため、船内の全てのバルコニーにスプリンクラー設備が設置された。また、視界向上を目的としてブリッジの左右が2メートルほど拡張された。
南アメリカ一周航海を終えた2006年2月23日、クイーン・メリー2はカリフォルニア州ロングビーチにおいて、初代クイーン・メリーと対面した。小型船隊にエスコートされた女王たちは汽笛を鳴らし、交歓した。その音は街中に響き渡るものであった。
クイーン・メリー2に乗船した有名人や賓客としては、イギリス女王エリザベス2世、エディンバラ公フィリップ、ブレア首相、ブッシュ元アメリカ大統領、ミュージシャンロッド・スチュワート、ジャズピアニストデイヴ・ブルーベック、不動産王ドナルド・トランプなどが知られている
。2007年1月10日より、クイーン・メリー2は就役以来初となる81日間世界一周クルーズを行っている。また、2月20日には僚船のクイーン・エリザベス2とシドニー湾で顔を合わせた。キュナード社のクイーンシップがシドニーで一緒になるのは、兵員輸送船として使用されていた初代のクイーン・メリーとクイーン・エリザベスが経験した第二次世界大戦中の1941年以来であった。午前5時42分という早朝の到着にもかかわらず、シドニーでは多数の見物人がクイーン・メリー2を見ようと詰めかけた。このため、当局はシドニー・ハーバーブリッジとアンザックブリッジを一時封鎖するに至った。1600人がシドニーで下船し、キュナード社は今回の寄港が地元に与える経済効果は100万ドルを超えるだろうと試算している。

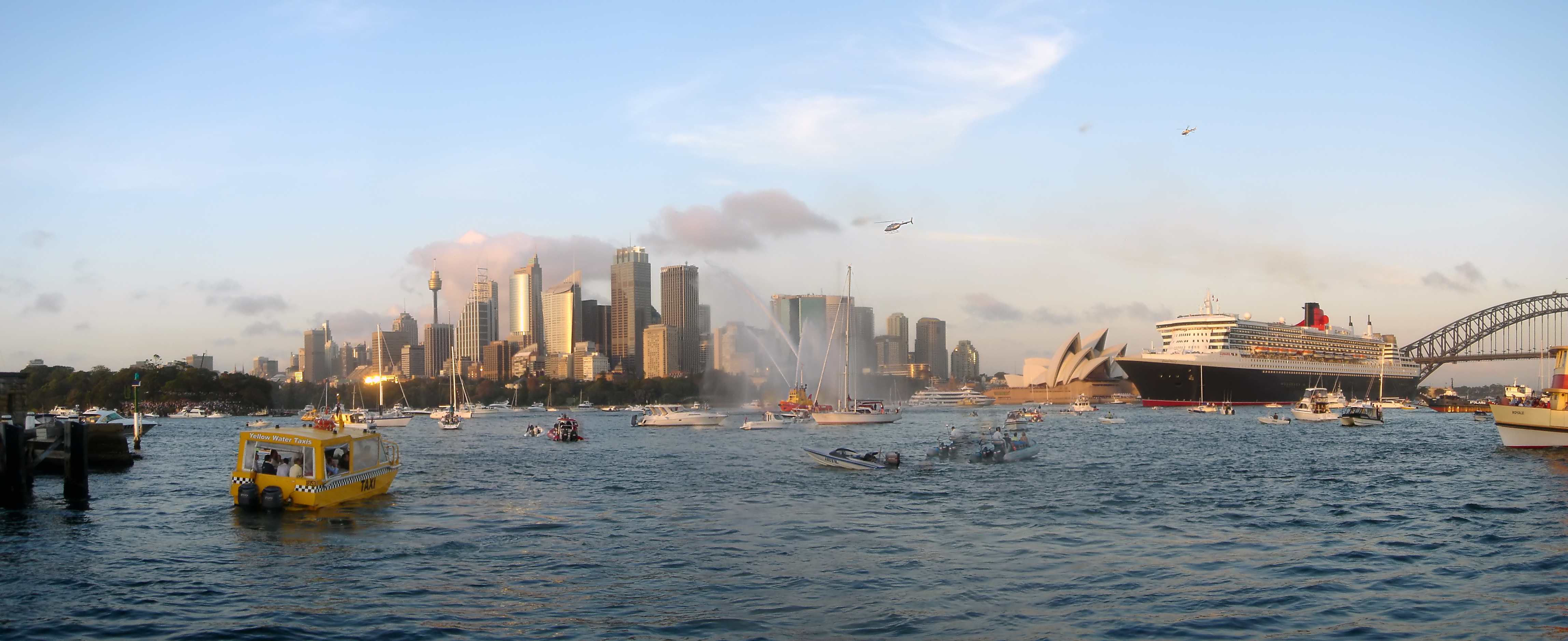
シドニーに入港するクイーン・メリー2 2007年2月20日

## 設計

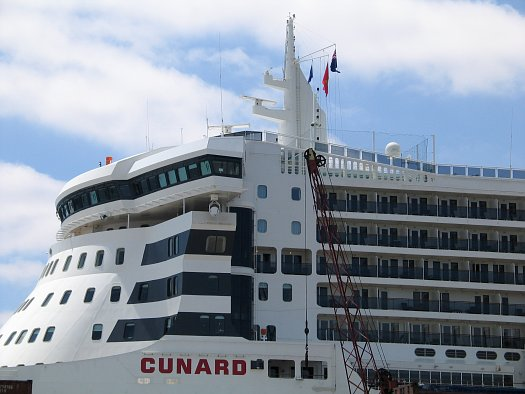
特徴あるブリッジ

クイーン・メリー2の主設計はカーニバル社の設計士、ステファン・ペインが担当した。 設計にあたり主にクイーン・エリザベス2が参考とされたことは明らかだが、その外観には他の船の面影も垣間見える。一例を挙げると、前方に傾斜するブリッジは初代クイーン・メリーを思わせるデザインとなっている。
クイーン・メリー2の第7甲板にはプロムナードデッキ（遊歩甲板）がある。解放式ではないので、全速航行下であっても強風に晒されることなく、乗客は談笑に興じながら船を一周することができる。
海上人命安全条約(SOLAS)の基準では救命ボートを船体下方に設置することを要求しているが、外観の向上や嵐の際に襲いかかる北大西洋の大波がもたらすボートの損傷を防ぐといった観点から、クイーン・メリー2では例外が認められた。
船首にはバルバス・バウが採用され、造波抵抗の低減や速力向上、燃費の効率化に寄与している。また、クイーン・メリー2の推進器は電気式で推進方向を変えることが可能で、舵を必要としない。推進器は電動のポッド式で4基ある。客船で推進器を4基備えるのはフランス (1961)以来である。前の2基は固定されているが後ろの2基はアジマススラスターで360°方向を変える事ができる。船首にはバウスラスタが3基装備されている。ゼネラルエレクトリック社のLM2500ガスタービン式発電機とディーゼル機関で発電する。この電気推進を採用したことにより、従来の船舶のような長大な伝達軸が不要になり船内の機器配置の自由度が増した。また、ディーゼルと比較して黒煙等や窒素酸化物の大気汚染物質の排出が少なく振動の少ないガスタービンを主機とする事により居住性も向上している。
各推進ポッドのスクリューは飛行機のプロペラの様に進行方向に対して前方に装備されている。(スクリューを前方に持つこの形式の方が抵抗が少ない、一方、推進方向に対して前方に推進器を装備することで障害物を巻き込んだり損傷しやすくなるという弱点も併せ持つ)アジマススラスターを備える事によって大きい船体ではあるが従来の同規模の船舶と比較して大幅に操船性が向上しており、離接岸時にタグボート等の支援を受けずに離接岸が可能である。
何となくずんぐりとした煙突の外観は、設計最終段階で為された変更によるものである。当初のデザインでは、エンジン改装後のクイーン・エリザベス2に似たものになる予定であった。変更の理由は、原案ではニューヨーク市にあるヴェラザノ・ナローズ・ブリッジを通過することができないと判明したことによる。実のところ、変更後の現状でも橋梁の下端とは3mほどしか余裕がない。外国の主要寄港地の橋に合わせて設計が見直されたのは、イギリス船ではキャンベラに続き2件目である。
クイーン・メリー2の船体に対応できない港湾では、乗客の乗り降りは専用船を用いて海上で行う。この船は航海中、上甲板の吊柱に救命ボートと並んで収納される。

### 船内
クイーン・メリー2のロビーや通路、階段などでは、16カ国総勢128人のアーティストが制作した5,000以上の作品が人々の目を楽しませる 。このなかでも、「ブリタニア・レストラン」にあるバーバラ・ブロークマン作の大型タペストリーと、グランドロビーにあるジョン・マキーナ作の銅板壁画が著名である。後者の壁画は初代クイーン・メリーのメインダイニングルームに飾られていた壁画をモチーフに作成された。
クイーン・メリー2では随所に配置の工夫が見られる。通常、ガスタービンエンジンとディーゼルエンジンを併載する船では、船底部にガスタービンとディーゼルを並べて設置することが慣例だが、クイーン・メリー2では煙突直下に防音区画を設けその中にガスタービンを配している。こうすることで燃焼時に酸素を多く消費するタービンへ給気するダクトを最上甲板から降ろす必要が無くなり、船内の居住空間をより広く取れるようになった。また、クイーン・メリー2のメインパブリックルームは船の下部に位置し、客室は上層に配置されている。この工夫によって、人気の高いプライベートバルコニーを備えた船室の数を多く確保することに成功した。さらに、レストランもなるべく上方に設けることで、全速航行時にスクリューから生じうる不快な振動を食事中の乗客に可能な限り感じさせないよう配慮した。
乗客が立ち入ることができる最下層の第2デッキには、史上初の洋上プラネタリウム「イルミネーションズ」や劇場、グランドロビー、「エンパイア・カジノ」、「ゴールデン・ライオンパブ」などがある。第3から第6デッキは主に客室で、第8デッキには「トッド・イングリッシュ・レストラン」や美容サロン、世界最大規模の船内図書館が用意されている。
予約時に支払った運賃に応じて乗客が利用するレストランを区分することに対しては、オーシャン・ライナーとしては当然なものではあるが、クルーズ船として考えた場合、船を分割するものだという批判の声もある。クイーン・メリー2のメイン・ダイニングは、船室等級AA～D8の乗客には第2・第3デッキに位置する「ブリタニア・レストラン」、P1-3の乗客には第7デッキの「プリンセス・グリル」、Q1-7利用者には同じく第7デッキの「クイーン・グリル」がそれぞれ指定されており、これはクイーン・エリザベス2でも同様である。クイーン・メリー2ではさらに「プリンセス・グリル」と「クイーン・グリル」の利用客に対し第11デッキ後部にジャグジーつき専用区画が設けられ、差別化の傾向が強まっている。ただし、これ以外のレストランやバー、各種施設については原則的に船室等級で利用を制限されることはない。
2016年6月には1億3200万ドルを投じ、客室の増設・改装、ラウンジやレストランのデザイン刷新、ペット室の増設、絨毯の新調等の大規模改装を実施。

#### 船室等級一覧
クイーン・グリル
- グランド・デュープレックス (Q1)

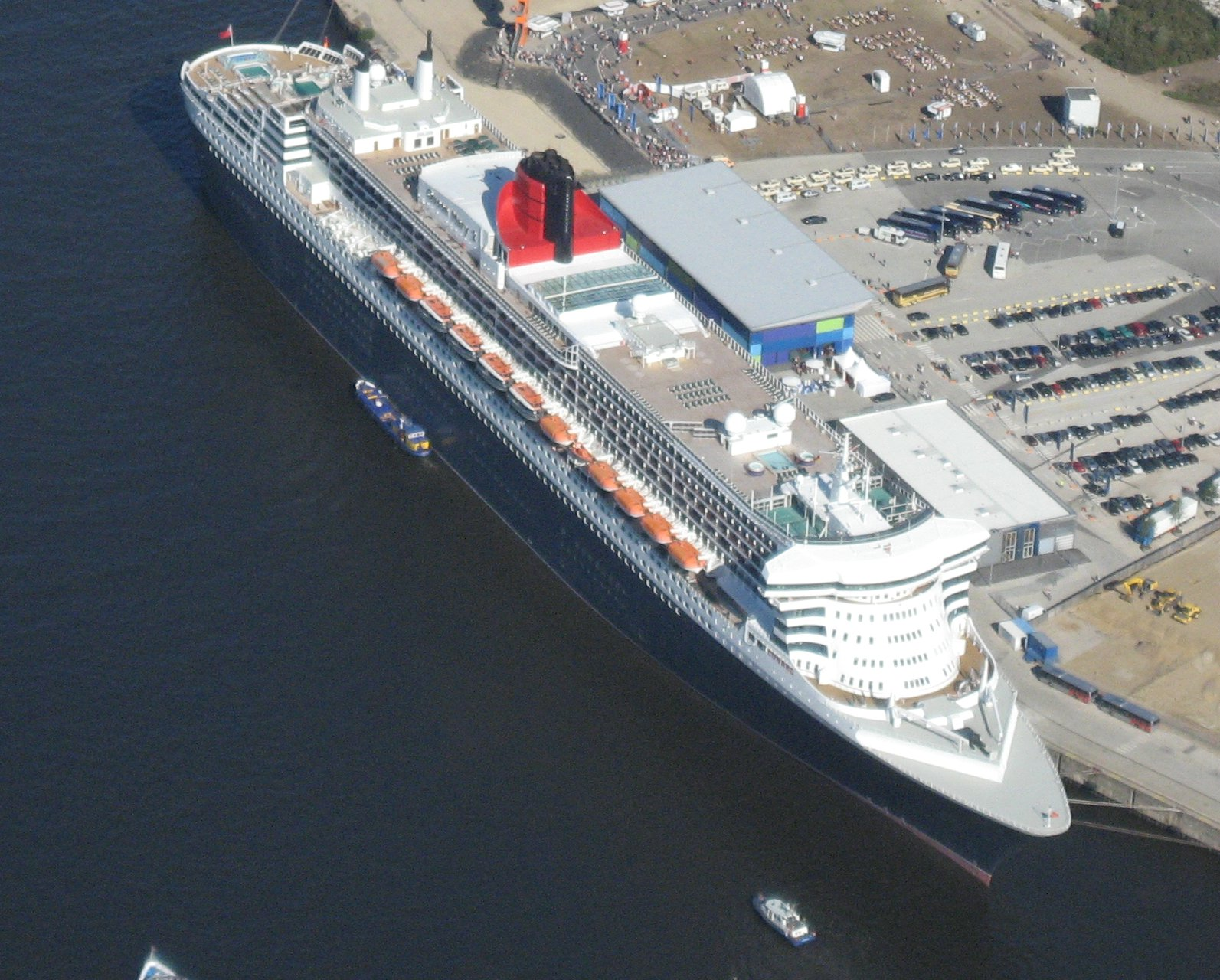
ハンブルク港にて

- ハリウッド・デュープレックス・スイート (Q2)
- ウィンザー・アンド・バッキンガム・スイート (Q2)
- クイーンメリー・アンド・クイーンエリザベス・スイート (Q2)
- ロイヤル・スイート (Q3)
- ペントハウス (Q4)
- クイーンズ・スイート (Q5-Q7)

プリンセス・グリル
- プリンセス・スイート (P1-P3)

ブリタニア・レストラン
- ブリタニアクラブ (AA)
- デラックスバルコニー (A1-A3)
- プレミアムバルコニー (B1-B6)
- スタンダード・オーシャンビュー (C1-C4)
- アトリウムビュー (D1)
- スタンダード・インサイド (D2-D8)

## 日本への寄港

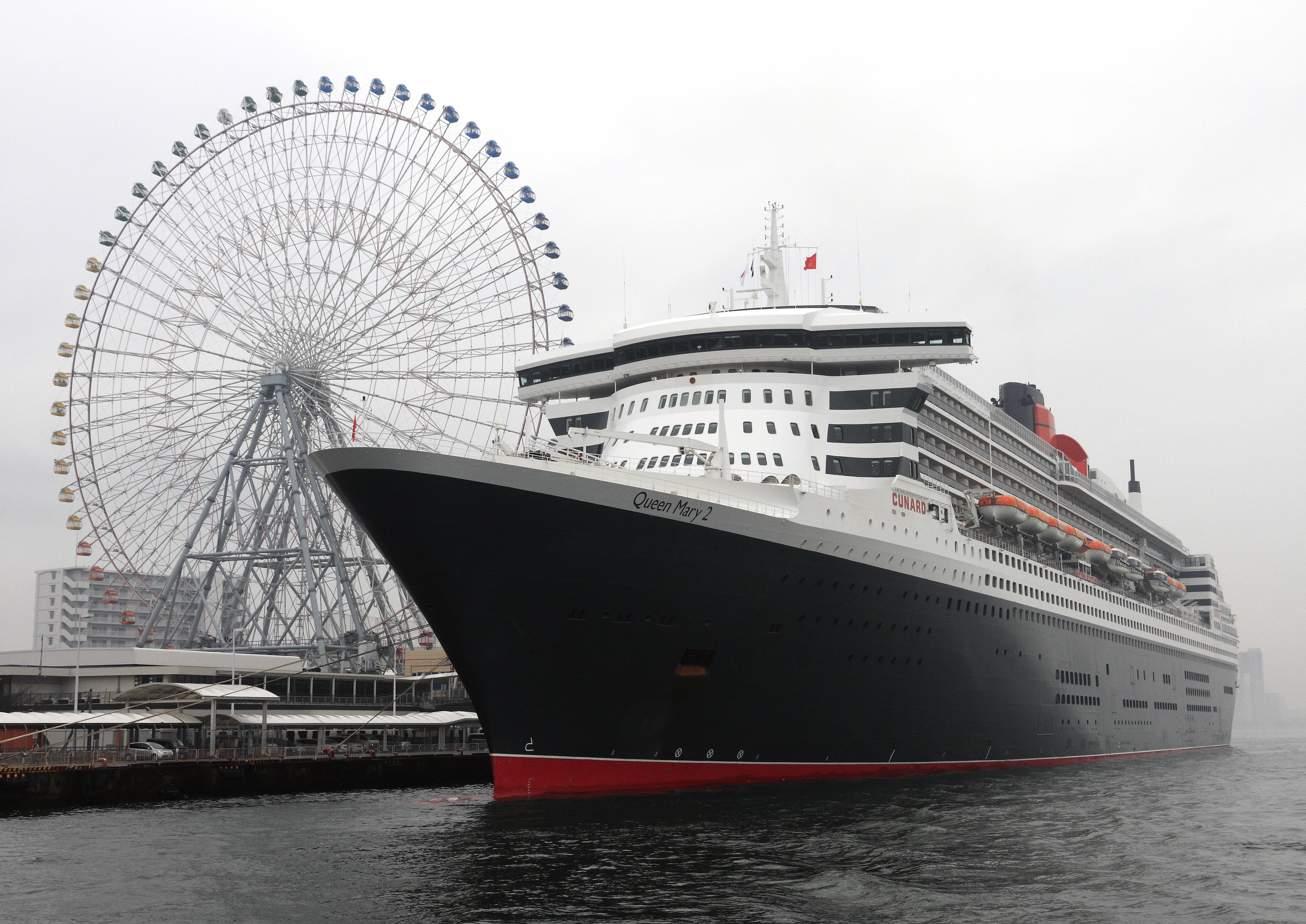
大阪港天保山旅客ターミナルに停泊中（2012年3月18日撮影）

- 2009年3月6日、横浜港へ寄港。当初大阪港寄港のスケジュールを横浜市の誘致活動により変更した。[12]なお、クイーン・メリー2は、その大きさ(全高72m・喫水10m＝海面からの高さ約62m)から横浜ベイブリッジの下(主塔高175m・主塔上端から道路部まで120m＝海面から道路部までの高さ約55m)を通過できないため、旅客船が通常使用する大さん橋ではなく大黒埠頭に着岸した。
- 2010年2月14日、横浜港へ2回目の寄航。1回目と同様に大黒埠頭を使用した。前年の寄航時に、貨物埠頭への着岸について乗客より不満があったので、埠頭への一般人の立入を制限するなどの対策が取られたが、当然乗客の不満の主因ではないため解決とはならずに翌年以降の寄港地変更に影響した。
- 2010年2月17日、長崎港へ寄港。女神大橋（海面からの高さ65m）をギリギリで通過し松が枝岸壁に着岸した。また、長崎港は天然の良港ゆえに周りを山々で囲まれているため、稲佐山や鍋冠山など各所からクイーン・メリーを見下ろす写真が撮影されている[13]。
- 2010年5月28日、キュナードは来年度以降の日本寄港地を横浜港から大阪港に変更する事を決定した。理由は前述の乗客の不満が完全に解消されなかった為である[14]。
- 2011年3月10日、大阪港に寄港。その後3月12日に長崎港に寄港予定とされていたが、前日に発生した東北地方太平洋沖地震による津波の影響（東日本大震災）で中止となった。
- 2012年3月17日、大阪港に寄港[15]。
- 2012年3月20日、長崎港に寄港。
- 2017年3月25日に長崎港、3月27日に那覇港へ寄港。
- 2019年3月1日、当初予定されていた仁川港から変更、北九州港開港130周年に合わせ北九州港へ寄港[16]。